# 一千光年
『一千光年』（いっせんこうねん）は、いよわ feat. 初音ミク、v_flower、歌愛ユキ、GUMI、可不、星界、足立レイ、裏命、花隈千冬、VY1、SOLARIA による楽曲である。ボーカルに、いよわが楽曲に使用したことのある歌声合成ソフトウェア11種類すべてが用いられているのが特徴である。ドワンゴ主催のイベント、The VOCALOID Collection 2023春に合わせて2023年3月19日にニコニコ動画に投稿され、同イベントのトップ100ランキングで2位にランクインした。

## リリースまで
いよわはThe VOCALOID Collection 2023春にて楽曲の投稿を考えていたが、一回前の開催となる2022年秋の同イベントにおいて『熱異常』でランキング1位を獲得していた。1位を獲得した直後の開催に再び参加するのは「イベントの盛り上がりに水を指すんじゃないか」と投稿を躊躇したが、いよわ曰く「この作品を出したいという自分のわがまま」を優先し、批判を覚悟のうえでそれに値するだけの曲を作ろうと考え、本楽曲の制作をスタートした。
制作当初はボーカルを初音ミク単体にしようと考えていたが、インターネット上のラジオ番組に出演した際の「ボーカロイドが皆で一斉に歌ったら面白いかも」という話題から着想を得て、「初音ミク以外が歌う、初音ミクの曲」という「公式のテーマソングなどではない一個人の制作からこそできる」制作手法を考えつき、そのまま本楽曲のコンセプトとして制作が進められた。なお、いよわは本楽曲について「ここにあるのはただただでっっっっっかい愛だけです（中略）ボーカロイド文化に光あれ！！！！！！！！！！！！！！！！！！！！！！！！！！！！！」と述べている。
本楽曲はThe VOCALOID Collection 2023春に合わせて2023年3月19日にニコニコ動画に投稿され、1週間後の同月26日にはYouTubeにも投稿された。同年4月7日に各種音楽配信サービスにてリリースされ、翌2024年6月26日にアルバム『映画、陽だまり、卒業式』に収録された。なお、アルバムには「一千光年（Album ver.）」と題されたリマスター版が収録され、6種類の歌声合成ソフトウェアが加えられている。

## 楽曲
本楽曲のボーカルはいよわが楽曲に使用したことのある歌声合成ソフトウェア11種類すべてを用いて制作されている点が特徴であり、音楽プロデューサーの横川理彦はこの点を大規模なガールズグループのようだと形容している。また、冒頭から最後まで初音ミクのロングトーンが切れ間なく流れており、初音ミクに楽曲の最初から最後までただ一音だけを歌わせる使い方について音楽家のヲノサトルは「いい意味で「初音ミクの無駄遣い」的」だと述べている。イラストレーターのしぐれういは、初音ミクのロングトーンを「ミクたちが歩んでゆく道を表現しているよう」だと解釈している。なお、いよわはそれぞれ仕様の違う歌声合成ソフトを多数用いることについて 「すごく大変でしたけど、気合で乗り切りました（笑）」と述べている。
ロングトーンを歌い続ける初音ミクと共に数々の歌声合成ソフトウェアが入れ代わり立ち代わり歌唱する楽曲構成について、ライターの栞にフィットする角は「ボーカロイドシーンの歴史と未来への力強い讃歌」「初音ミクへのまっすぐなラブレター」だと論じている。なお、いよわの楽曲のミュージックビデオには「いよわガールズ」と呼ばれるいよわのオリジナルキャラクターが登場することが多いが、本楽曲は例外的に初音ミクが登場している。また、イントロから流れる電子音については「EDMのライザーのような祝祭的な音」だと評しており、横川も楽曲後半で複数の歌声がコーラスとなる部分の祝祭感を指摘している。
ライターのnamahogeは、本楽曲の特徴として、いよわ作品としては珍しく作中の時間軸が歪まず等速かつ直線的に進行している点を指摘している。namahogeはいよわの楽曲の特徴のひとつとして、アーティストの「個性」としてあえて「失敗」を表現するためにグリッチ表現を多用している点を挙げている。そして、いよわ楽曲におけるグリッチ表現の多用は「リニアな時間の進行を失敗させるため」に用いられているのだと述べ、具体的には『無辜のあなた』では時間の途絶を、『熱異常』では時間の循環を、『きゅうくらりん』では時間の衝突をそれぞれ表していると考察している。翻って本楽曲は、初音ミクのロングトーンが絶え間なく流れ続け、ミュージックビデオにおいても初音ミクが未来へ向かって前進するかのように笑顔で走り続けており、時間の進行が成功している作品として、いよわ楽曲の中でも特に異質であると評している。栞にフィットする角もイントロから流れ続ける電子音の祝祭的な響きを指摘しており、いよわの1stアルバム『ねむるピンクノイズ』の収録楽曲に通底する毒気とは一線を画するものであると述べている。

## 反響
2023年3月19日の投稿から4日後に22万再生を記録し、VOCALOID殿堂入り楽曲となった。また、The VOCALOID Collection 2023春のトップ100ランキングで2位にランクインしている。2023年3月22日に公開されたBillboard JAPAN「ニコニコ VOCALOID SONGS TOP20」（集計期間：2023年3月13日—19日）では、同ランキング初登場で1位を獲得した。
ライターの栞にフィットする角は本楽曲を『映画、陽だまり、卒業式』のみならず2023年のボーカロイドシーンを代表する曲であると評している。